# NGC 15
NG15 je spirální galaxie v souhvězdí Pegase. Byla objevena 30. října 1864 Albertem Marthem. Od Mléčné dráhy je vzdálena zhruba 290 milionů světelných let.